# Василід
Василід (заст. Базилід; грец. Βασιλείδης; лат. Basilides) — діяч раннього гностицизму, наставник з Александрії Єгипетської, який навчав у 117—138 роках н. е. Його навчав Менандр Антіохійський або якийсь Главкіад, нібито учень апостола Петра. За деякими даними, крім Александрії, Василід проповідував у персів.
Від творів Василида, як і багатьох інших гностиків, збереглися лише цитати в працях його опонентів, переважно апологетів християнства. Вважається, що він був автором власного Євангелія та «Екзегетики» — великого коментаря до нього із 24 книг.
Учні Василіда заснували особливу школу гностицизму в Єгипті, що існувала ще в IV столітті, про що свідчить Єпіфаній Кіпрський. Одним із послідовників Василіда був його син Ісидор.

## Вчення
Реконструкцію його вчення ускладнює суперечливість джерел; однак Іреней Ліонський наводить слова Василіда, який стверджує, що вищий, ненароджений Бог-Отець породив серію божественних сутностей, еманацій, у спадному порядку величі — Розум (Нус; власне Христа, що зійшов на людину Ісуса в момент хрещення), Логос, Думку, Софію, Силу та 365 ангелів, що створили матеріальний світ. Іполит Римський, судячи з усього, викладає пізнішу редакцію вчення Василіда, і подає складніше й оригінальніше вчення, в якому відсутнє уявлення про еманацію, а в основі всього сущого проголошується Ніщо, Несуще (не-сущий Бог), що містить у собі «панспермію» — усі форми буття, — і породжує єдиносущне собі тричастинне синівство і ряд архонтів. Оскільки обрані вже спасенні, немає потреби йти на конфронтацію з язичниками та на мучеництво.
Василід навіть стверджував, що Ісус не страждав і не був розіп'ятим, але обдурив юдеїв, дозволивши, щоб за нього прийняли Симона Киринейського, розп'ятого в його образі, тоді як сам посміювався з катів. Арчибальд Робертсон бачив у цьому «пораду обраним рятувати свою шкуру і залишити дурнів напризволяще», що свідчила про аморалізацію багатих александрійських християн за правління освіченого Адріана. Згідно з Іринеєм, послідовники Василіда займалися магією і вели розбещене життя. Климент Александрійський, втім, каже, що це послідовники зіпсували вчення самого фундатора школи.

## У текстах символістів
- К. Г. Юнг 1916 року здійснив літературну містифікацію, видавши власні «Проповіді мертвим» як твір Василіда.
- Василід — герой вірша Михайла Кузміна, який захоплювався гностицизмом, «Базилід».
- Х. Л. Борхес у своєму короткому есе «Виправдання лже-Василіда» філософськи осмислює вирішення гностиками споконвічної проблеми співіснування Добра та Зла, додаючи до основного гностичного міфу маловідомі деталі.